# الإنشا والمنيرة
الإنشا والمنيرة هي شياخة من شياخات حي السيدة زينب بالمنطقة الجنوبية في محافظة القاهرة، وأحد مناطق التي كانت تقطنها البرجوازية الوسطى بالقاهرة، وهي تابعة لحي السيدة زينب في محافظة القاهرة، ومن أشهر شوارعها شارع بستان الفاضل الذي يضم مسجد بستان الفاضل ويسكنه مجموعة كبيرة من العائلات الراقية، وشارع المواردى وشارع إسماعيل سري.